# Monte Kinabalu
O Kinabalu é o ponto mais alto da Malásia. Tem 4095 m de altitude e é a terceira mais alta montanha do sudeste da Ásia atrás do Hkakabo Razi em Myanmar e do Puncak Jaya na Indonésia. A sua proeminência topográfica é igual à altitude, por ser o ponto mais alto do ilha de Bornéu, o que faz dele a vigésima montanha do mundo mais proeminente.
O principal pico da montanha pode ser escalado por uma pessoa de saúde normal, e não exige equipamento de alpinismo. Outros picos pelo maciço, no entanto exigem habilidades em escalar rochas.
A montanha está situada dentro de um parque nacional e apresenta uma grande variedade de flora incluindo plantas carnívoras e orquídeas selvagens. O parque alberga entre 5 000 a 6 000 espécies de plantas, 326 espécies de aves, e mais de 100 espécies de mamíferos. Entre as plantas contam-se as célebres flores gigantes Rafflesia e entre as as espécies animais mais emblemáticas figura o orangotango. O monte Kinabalu foi classificado como local de Património Mundial da UNESCO no sítio denominado Parque Kinabalu.
Cabanas dentro do Parque Nacional do Monte Kinabalu podem ser reservadas telefonando-se às autoridades do parque. O Kinabalu é mais facilmente alcançado a partir de Kota Kinabalu, a capital administrativa de Sabah. 